# Goma (commune)
Pour les articles homonymes, voir Goma (homonymie).
La commune de Goma est l'une des deux communes urbaines de la ville de Goma dans l'Est de la république démocratique du Congo.

## Géographie
Constituée des 7 quartiers, elle s'étend d'est en ouest sur les rives du lac Kivu. Les quartiers Est des Volcans et Mapendo sont frontaliers avec la République du Rwanda.
|                      | C. de Karisimbi |                   |
| Territoire de Masisi | Commune de Goma | Gisenyi ( Rwanda) |
|                      | Lac Kivu        |                   |

## Histoire
Traditionnellement, le terme Goma est la déformation du mot « NGOMA » qui signifie en swahili Tambour. Ce mot résulterait en référence au bruit assimilable au son du tambour provoqué par l'éruption volcanique. C'est ainsi qu'en mémoire de ce bruit, le premier village implanté fut surnommé « Ngoma », d'où nous vient la commune de Goma qui fut créée sous l'ordonnance loi n°89/127 du 22 mai 1989 fixe le nombre et la dénomination des communes de la ville de Goma ainsi que leurs quartiers. La commue de Goma occupe la partie Sud de la ville ainsi que quelques parties de l'Est et de l'Ouest. Elle abrite presque la totalité des activités politiques et administratives de la ville de Goma.

## Administration
Entité de 181 804 électeurs enrôlés pour les élections de 2018, elle a le statut de commune urbaine et compte 11 conseillers municipaux en 2019.

### Superficie
La commune de Goma s'étend sur une superficie de 33,372 Km2 qui couvre les sept quartiers.

## Quartiers
Elle est divisée en 7 quartiers : Les Volcans, Mikeno, Mapendo, Katindo, Himbi, Keshero et Lac Vert.

## Population
Les évolutions de la population de la commune sont recensées par l'INS Nord-Kivu et publiées par le bulletin des statistiques sociales du Nord-Kivu et les rapports annuels de la Mairie de Goma.
| 2010    | 2011    | 2012    | 2013    | 2014    | 2016    | 2020    |
| ------- | ------- | ------- | ------- | ------- | ------- | ------- |
| 288 926 | 297 594 | 327 387 | 383 232 | 318 824 | 319 351 | 346 500 |

## Infrastructures
- Stade de Mugunga, dans le quartier Lac Vert.